# Drama v Mexiku
Drama v Mexiku (Un drame au Mexique) je historická novela francouzského spisovatele Julese Verna z roku 1851, kdy vyšla pod názvem První mexické námořní lodi (Les Premiers Navires de la Marine Mexicaine). Roku 1876 Verne novelu přepracoval a pod novým názvem vydal společně v jednom svazku s románem Carův kurýr (Michel Strogoff) rámci svého cyklu Podivuhodné cesty (Les Voyages extraordinaires).
Příběh je o tom, jak Mexiko získalo své první dvě válečné lodi. Roku 1825 se na ostrově Guam vzbouří nadporučík Martinez a jeho přátelé proti veliteli dvou španělských válečných lodí s cílem prodat je nově vzniklé republikánské vládě v Mexiku, která neměla žádnou námořní ochranu svých přístavů.

## Česká vydání
- Drama v Mexiku, Alois R. Lauermann, Praha 1884, přeložil J. Veselý
- První námořní mexické lodi, Zábavné listy, A. Hynek, Praha 1894,
- Drama v Mexiku, Mustang, Plzeň 1995, obsaženo ve svazku s názvem Doktor Ox a spol.
- Odplata, Skaut-Junák, Praha 1997, přeložil J. Veselý, ilustroval Gustav Krum
- Drama v Mexiku, Návrat, Brno 2003, obsaženo ve svazku s dalšími povídkami s názvem Drama v Mexiku
- Drama v Mexiku, Garamond, Praha 2006, přeložil Tomáš Kybal, znovu 2014, dvojjazyčné vydání